# Joan Cusack
Joan Cusack, född 11 oktober 1962 i New York, är en amerikansk skådespelare. Hon är syster till John Cusack och dotter till skådespelaren Dick Cusack. Joan Cusack har nominerats för två Oscars; för Working Girl 1988 och Ute eller inte 1997. Hon föddes i New York men växte upp i Evanston, Illinois.

## Filmografi (i urval)
- 1983 – Jonathans frestelse
- 1984 – Födelsedagen
- 1987 – Broadcast News - nyhetsfeber
- 1988 – Gift med maffian
- 1988 – Working Girl
- 1989 – Snacka går ju...
- 1990 – Hur jag lärde en FBI-agent dansa marengo
- 1992 – Slumpens hjälte
- 1992 – Toys
- 1993 – Den heliga familjen Addams
- 1995 – Nio månader
- 1997 – Grosse Pointe Blank
- 1999 – Runaway Bride
- 1999 – Toy Story 2 (röst som Jessie)
- 2000 – High Fidelity
- 2000 – Där mitt hjärta finns
- 2003 – School of Rock
- 2004 – Helens små underverk
- 2005 – Isprinsessan
- 2005 – Lilla kycklingen (röst som Anki Dopping)
- 2006 – Rika vänner
- 2007 – Martian Child
- 2008 – War, Inc
- 2009 – En shopaholics bekännelser
- 2009 – Allt för min syster
- 2010 – Toy Story 3 (röst som Jessie)
- 2011 – Shameless
- 2012 – The Perks of Being a Wallflower
- 2019 – Toy Story 4 (röst som Jessie)